# Mammut (Erlebnispark Tripsdrill)
Mammut ist eine Holzachterbahn im Erlebnispark Tripsdrill in Treffentrill. Sie wurde von Oktober 2007 bis April 2008 errichtet und am 28. April 2008 offiziell in Betrieb genommen. Zum Bau der 30 Meter hohen und 860 Meter langen Holzachterbahn Mammut wurden 7.000 Kubikmeter Erde abgetragen, 70.000 Holzteile, zwei Millionen Nägel und eine Million Schrauben verwendet. Entworfen wurde die Achterbahn Mammut vom Münchner Ingenieurbüro Stengel, die Bauausführung erfolgte von Seiten der Firma Holzbau Cordes, die auch für diese Bahn einen besonderen Schienentyp entwickelt hat. Die Züge sowie die Technik wurden von Gerstlauer Amusement Rides geliefert. Durch diese Hersteller-Kombination sowie das genutzte Holz aus deutschen Wäldern wirbt der Park damit, dass Mammut die erste komplett deutsche Holzachterbahn ist.
Die Bahn gehört zum bis 2010 neu entstandenen Themenbereich Sägewerk, für den inklusive der Achterbahn sechs Millionen Euro veranschlagt worden sind. Passend zum Thema bezieht sich der Name auf die Mammutbäume und auf die Elefanten-Gattung Mammuts, da beide, wie die Holzachterbahn, durch ihre imposante Größe bestechen. Die Züge sowie die Station sind ebenfalls im Sägewerks-Thema gehalten.

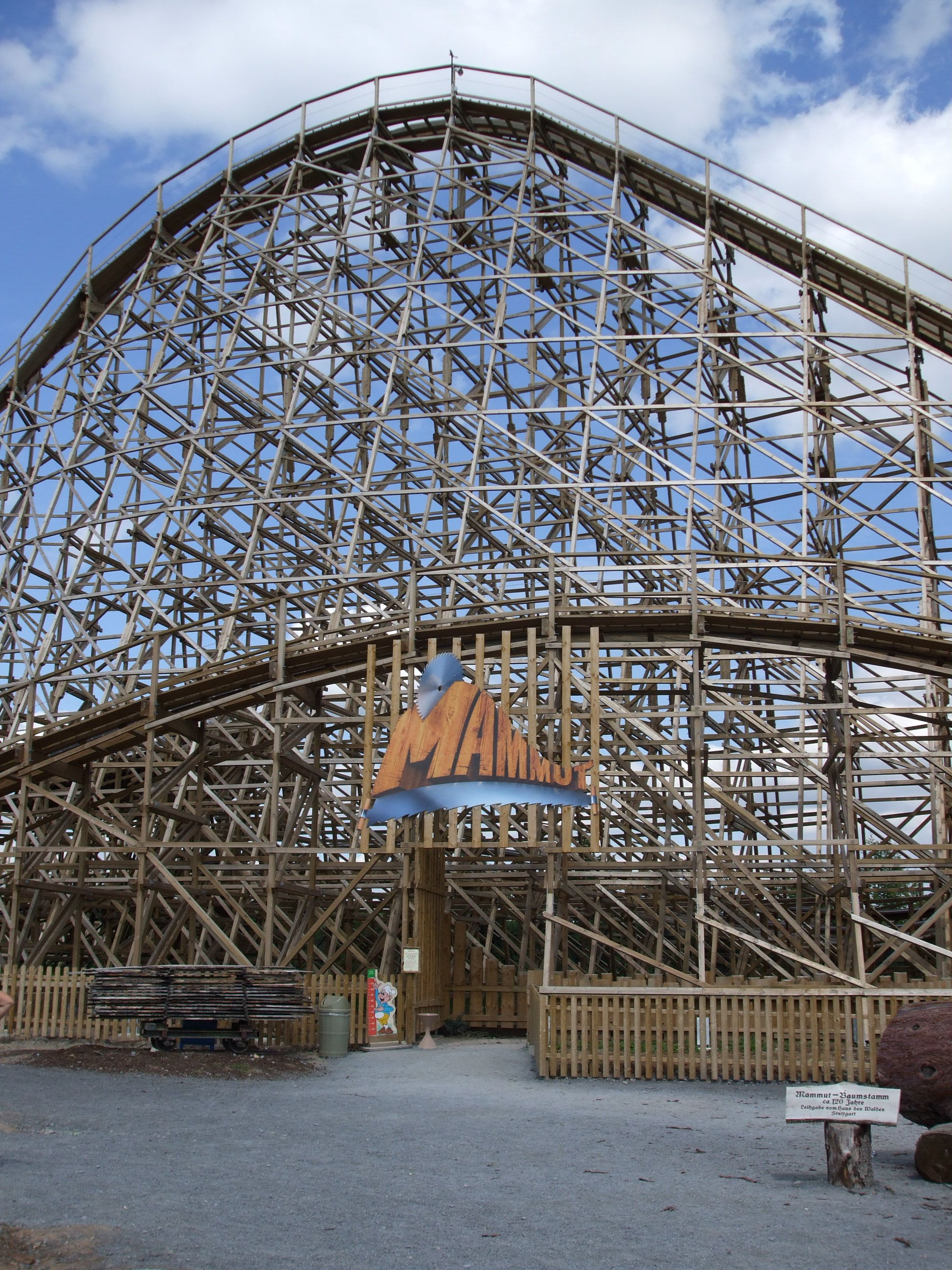
Eingang zu Mammut
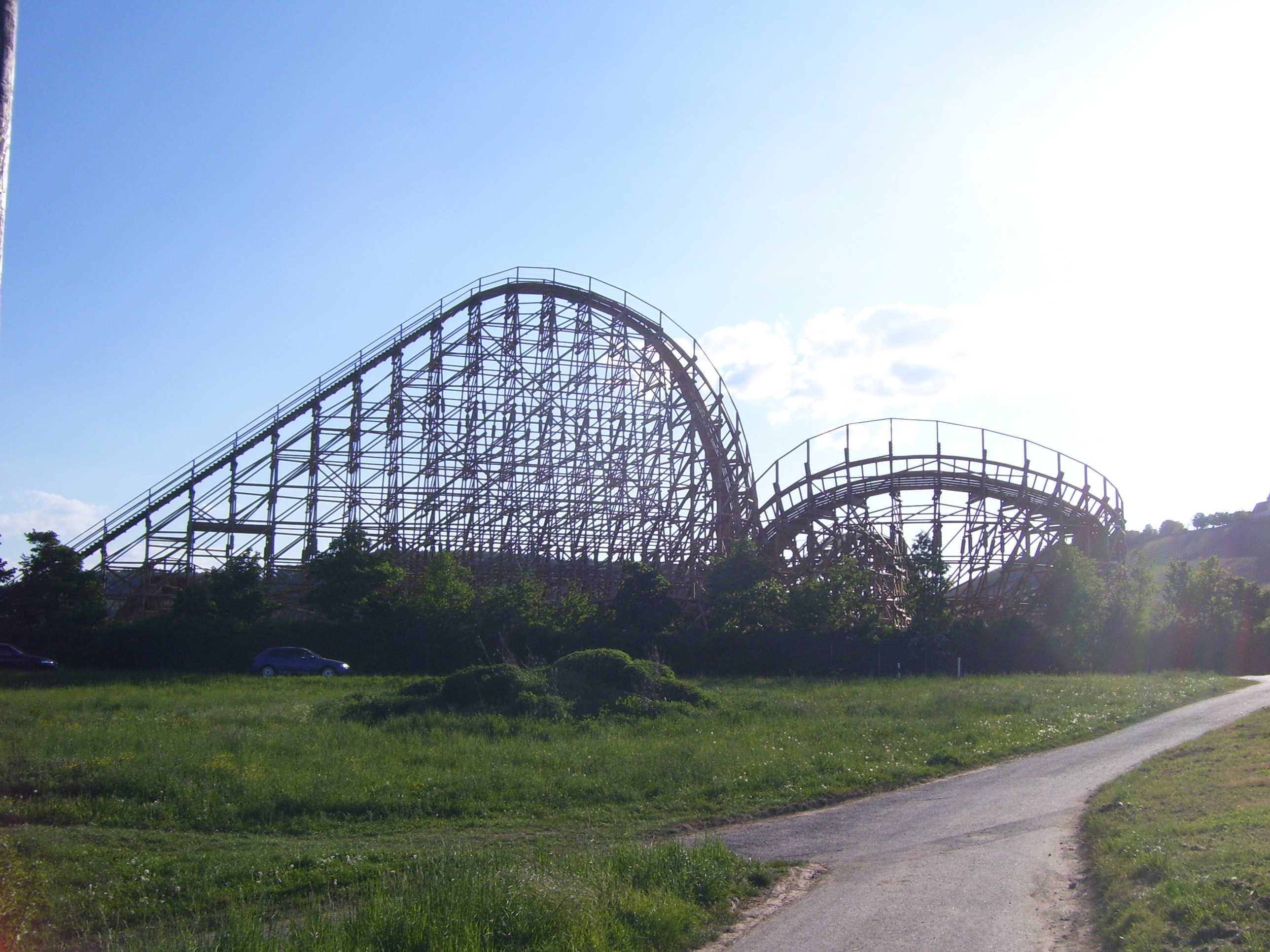
Blick auf den Lifthill von außerhalb des Parks